# 吕鸿年
吕鸿年（1898年—1961年），字钧天，陕西千阳人，先后任启文小学校长、千阳县立乡村师范校长、千阳县各界人民代表会议副主席、千阳县文教科副科长。

## 生平
今陕西省宝鸡市千阳县南寨镇龙泉寺村人。民国十年（1921）毕业于陕西省立二中，逾2年，开始执教。民国17年（1928）任启文小学校长，次年兼县立乡村师范校长。1950年，当选千阳县各界人民代表会议副主席。1956年，任千阳县文教科副科长。1961年，葬于三合村村西祖坟，享年63岁。